# Gorączka złota na archipelagu Ziemi Ognistej

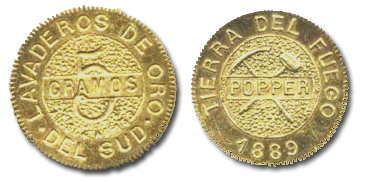
5 gramowa złota moneta z Ziemi Ognistej, wykonana przez Juliusa Poppera

Gorączka złota na wyspach archipelagu Ziemi Ognistej miała miejsce pod koniec XIX i na początku XX wieku, powodując napływ ludności argentyńskiej, chilijskiej i europejskiej (w szczególności ludności chorwackiej). Gorączka złota przyczyniła się do powstania pierwszych miast na wyspach archipelagu oraz do wzrostu gospodarczego w mieście Punta Arenas. Po zakończeniu okresu gorączki złota na Ziemi Ognistej większość poszukiwaczy złota opuściło archipelag; osadnicy, którzy osiedlili się na stałe zajęli się chowem i hodowlą owiec oraz rybołówstwem. W trakcie gorączki złota zmniejszyła się liczebność Indian z plemienia Selknam.

## Historia

### Odkrycie
W 1879 roku w trakcie ekspedycji prowadzonej przez Armada de Chile (chilijska marynarka wojenna) pod przewodnictwem oficera  Ramóna Serrano Montanera natrafiono na ślady złota w kilku ciekach wodnych położonych w zachodniej części Ziemi Ognistej. Gorączka złota rozpoczęła się w 1884 roku. W tymże roku francuski parowiec Arctique osiadł na mieliźnie na północnym wybrzeżu Przylądka Virgenes (Argentyna). Ekspedycja ratunkowa wysłana do załogi statku odkryła złoto w miejscu zwanym Zanja a Pique. Wiadomość ta, dotarłszy do Punta Arenas, spowodowała, że wielu mieszkańców udało się na poszukiwanie złota do Zanja a Pique. Z Punta Arenas wiadomość została przekazana dalej do Buenos Aires.

### Ekspedycja Juliusa Poppera

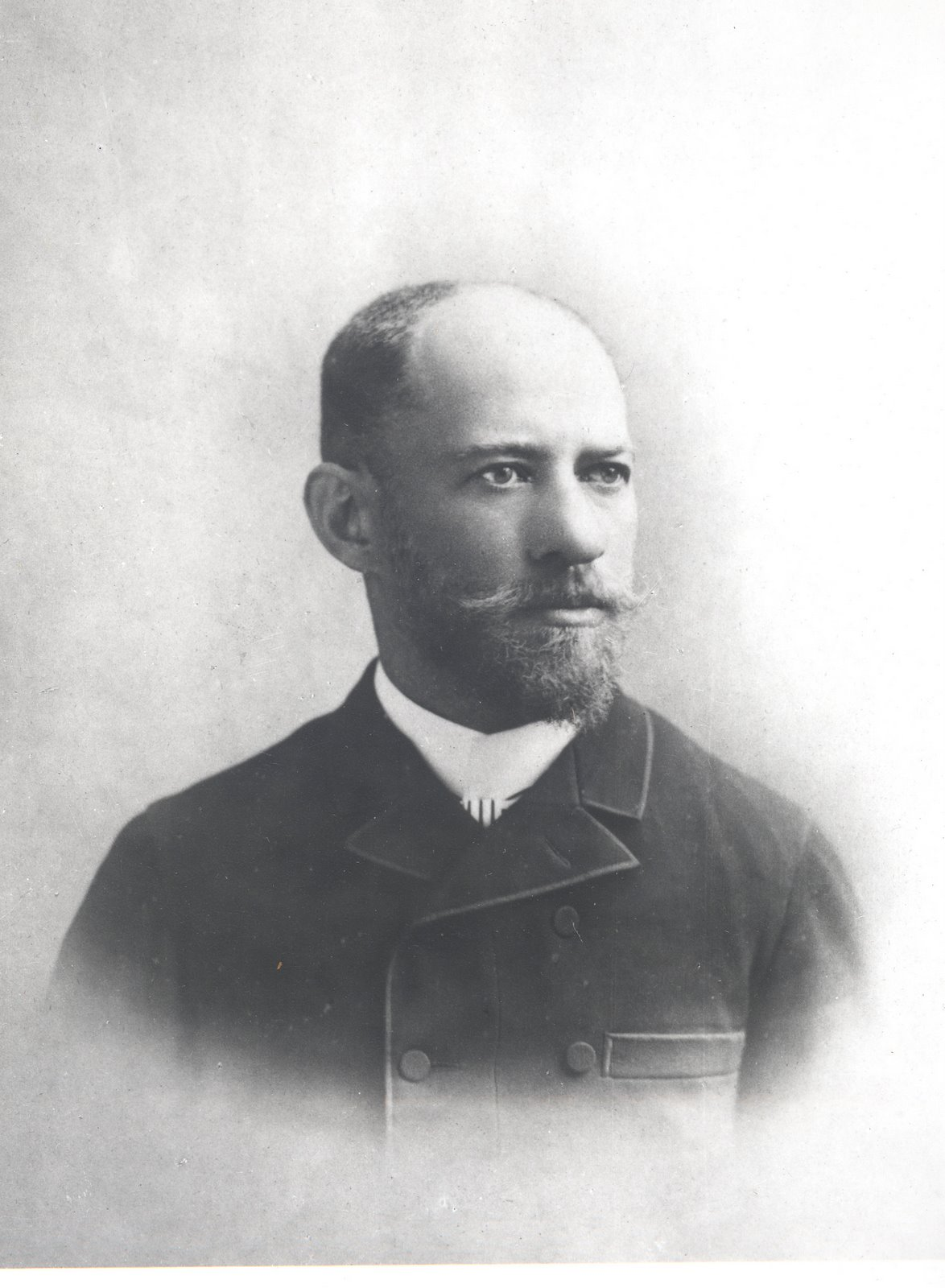
Julius Popper

W Buenos Aires prasa porównywała odkrycie złota na Ziemi Ognistej do gorączki złota, która miała miejsce w  Australii i Kalifornii. Dodatkowo w mieście miało swoją siedzibę kilkanaście przedsiębiorstw zajmujących się wydobyciem tego kruszcu. Julio Popper, inżynier górnictwa, został zatrudniony przez jedną z firm, zajmujących się wydobyciem złota. Popper na mocy umowy rozpoczął rekrutowanie pracowników, w szczególności chorwackich imigrantów żyjących w Buenos Aires. Prace wydobywcze rozpoczęły się w 1887 roku w El Páramo nad Zatoką San Sebastián. Kolejny obóz został założony nad Zatoką Sloggett w południowej części wyspy Ziemia Ognista.
Ekspedycja Juliusa Poppera dotarła do chilijskich wysp położonych na południe od Kanału Beagle w 1893 roku. Wzięło w niej udział ponad 1000 górników. W 1894 roku wydobycie złota na wyspach Picton, Lennox i Nueva oraz na archipelagu wysp Wollaston zaczęło spadać i zasoby złota stopniowo się kurczyły. Na początku XX wieku przedsiębiorstwa zajmujące się wydobyciem złota w tym regionie pozyskiwały już tylko niewielką ilość tego surowca.
Gorączka złota na Ziemi Ognistej zakończyła się około 1910 roku, wraz z wyczerpaniem się zasobów złota w kopalniach.

## Konsekwencje

### Rozwój
Okres gorączki złota przyczynił się do rozwoju sieci telegraficznej i portów na Ziemi Ognistej. Przedwczesna śmierć Poppera przerwała jego śmiałe projekty, dotyczące m.in. rozwoju doków w mieście Río Grande czy rybołówstwa na wodach okalających Antarktydę.
Dodatkowo dzięki prowadzonej eksploracji na wyspach położonych na południe od Kanału Beagle rozwinięto wiedzę geograficzną o tej części archipelagu oraz wytyczono trasy pomiędzy nimi a Punta Arenas.

### Indianie
Podczas gorączki złota na Ziemi Ognistej m.in. Julius Popper brał udział w polowaniach na Indian Selknam, określanych później jako ludobójstwo Indian Selknam.
Na wyspach Ziemi Ognistej dochodziło do ataków na osady Indian, w trakcie których uprowadzano kobiety. W atakach brali udział zarówno poszukiwacze złota, pasterze owiec jak i policjanci. W wyniku tych ataków spadła liczba kobiet należących do rdzennej ludności (m.in. plemienia Jaganów). Ponadto kobiety stały się przedmiotem handlu pomiędzy mężczyznami. W 1894 roku zabudowa miejscowości Porvenir (Chile) składała się z pięciu domów, dwa z nich stanowiły sklepy monopolowe, a trzeci służył jako dom publiczny.